# Melcher-Dallas
Melcher-Dallas ist eine US-amerikanische Stadt im Bundesstaat Iowa im Marion County. Das U.S. Census Bureau hat bei der Volkszählung 2020 eine Einwohnerzahl von 1.195 ermittelt.

## Geschichte
Melcher und Dallas waren, bis zu ihrer Zusammenlegung 1986 zu einer Stadt, jeweils eigenständig.
Die beiden Städte wurden nur durch eine Straße getrennt, die sogenannte „Border-Street“.
Heute gibt es noch zwei unterschiedliche ZIP-Codes:
- Melcher: 50163
- Dallas: 50062

### Melcher
Melcher wurde nach dem Eisenbahnbauer Frank Melcher benannt.

### Dallas
Dallas ist nach einem amerikanischen Politiker benannt. Es wurde 1846 gegründet.

## Geographie
Melcher-Dallas hat folgende Koordinaten: 41°13′36″N, 93°14′23″W
Größe: 2,6 km²